# اقتران مباشر

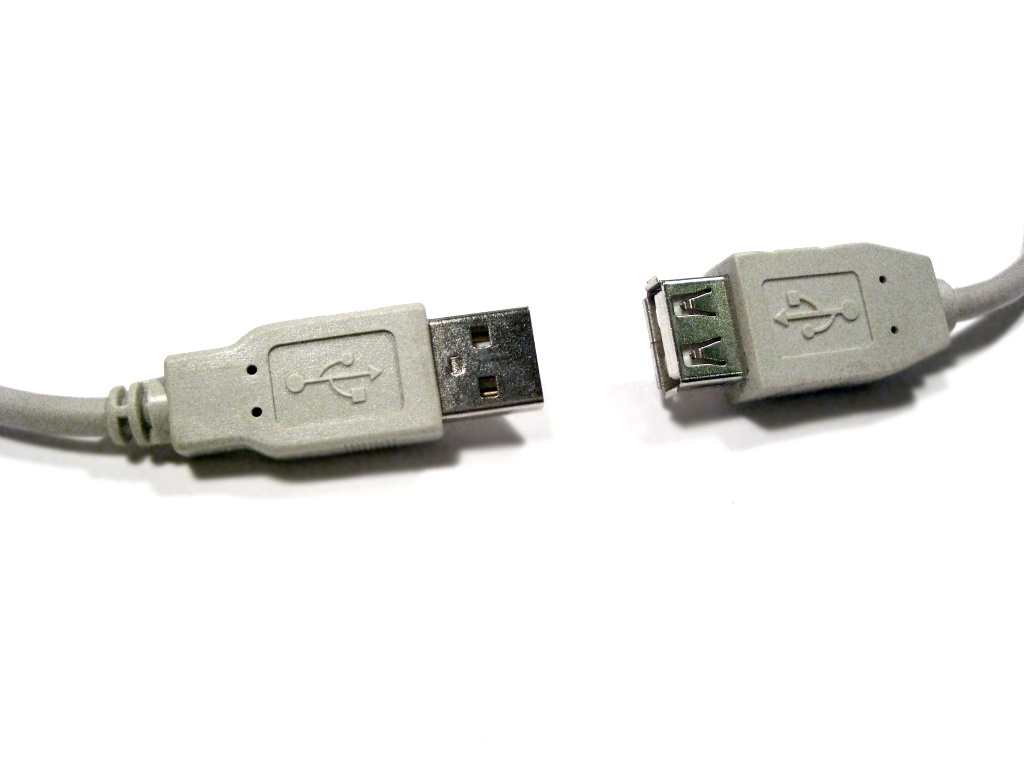
موصلات USB ذكر وأنثى

اِقْتِرَانٌ مُبَاشِرٌ أو تَعْشِيقٌ مُبَاشِرٌ -يسمى أيضًا اِقْتِرَانًا تَوْصِيلِيًّا - (بالانغليزية: DC coupling، أو direct coupling، وconductive coupling)، في الإلكترونيات، هو نقل الطاقة الكهربائية عن طريق الاتصال المادي عبر وسيط موصل (توصيلي)، على عكس الاقتران الحثي والاقتران السعوي. هي طريقة لربط دائرتين بحيث أنه بالإضافة إلى نقل إشارة (أو معلومات) التيار المتردد ، فإن المرحلة الأولى توفر أيضًا انحياز التيار المستمر إلى التالي. وبالتالي، لا يتم استخدام المكثفات المانعة للتيار المستمر DC blocking capacitors أو الازمة لربط الدوائر. يمرر الاقتران التوصيلي طيف كامل من الترددات بما في ذلك التيار المباشر.
يمكن تحقيق ذلك الاقتران بواسطة سلك أو مقاومة أو وصلة مشتركة (تربط الدائرتين)، مثل عمود ربط binding post أو رابطة معدنية metallic bonding..

## انحياز دي سِ DC Bias
يحدث انحياز DC فقط في مجموعة من الدوائر التي تشكل وحدة واحدة، مثل مضخم عملياتي (op-amp). هنا سيتم اقتران الوحدات الداخلية أو أجزاء من المضخم العملياتي (مثل مرحلة الإدخال، ومرحلة كسب الجهد، ومرحلة الإخراج) وستستخدم أيضًا لإعداد ظروف الانحياز bias conditions داخل المضخم العملياتي(على سبيل المثال، ستقوم مرحلةُ الإدخال أيضًا بتزويد انحياز الإدخال input bias إلى مرحلة كسب الجهد). ومع ذلك، عندما اقتران مضخما عمليات op-amps مباشرةً، فإن أول مضخم سيوفر أي انحياز إلى التالي - أي DC عند خرجه سيشكل الإدخال للتالي. الخرج الناتج من المضخم الثاني يمثل الآن خطأ إزاحة إذا لم يكن هو الخطأ المقصود.

## الاستخدامات
تُستخدم هذه التقنية بشكل افتراضي في دوائر مثل القطع المتكاملة للمضخمات العملياتية IC op-amps، حيث لا يمكن تصنيع مكثفات الاقتران الكبيرة على رقاقة. ومع ذلك، فإن بعض الدوائر المنفصلة (مثل مضخمات الطاقة) تستخدم أيضًا اقترانًا مباشرًا لخفض التكلفة وتحسين أداء التردد المنخفض.

## خطأ الإزاحة (أو خطأ الحيود) Offset error
تتمثل إحدى مزايا أو عيوب الاقتران المباشر (اعتمادًا على التطبيق) في أن أي إشارة DC عند الإدخال تظهر للنظام كإشارة صالحة، وبالتالي ستُنقل من الإدخال إلى الإخراج (أو بين دائرتين متقاربتين بشكل مباشر). إذا لم تكن هذه نتيجة مرغوبة (الإشارة تختلف عن ما هو متوقع)، فإن المصطلح المستخدم لإشارة الخرج هو خطأ إزاحة الخرج، وتُعرف إشارة الإدخال المقابلة باسم خطأ إزاحة الدخل.

### تصحيح الأخطاء
يعد انحراف درجة الحرارة وعدم تطابق الأجهزة (أو توافق الأجهزة) من الأسباب الرئيسية لأخطاء الإزاحة، وغالبًا ما تَدْمِجُ الدوائرُ التي تستخدم الاقتران المباشر آليات إبطال الإزاحة. تستخدم بعضُ الدوائر (مثل مضخمات الطاقة) مكثفاتِ اقتران —باستثناء أنها موجودة فقط عند إدخال (و/أو إخراج) النظام ولكن ليس بين الوحدات الفردية للدائرة داخل النظام.

## المزايا
ميزة الاقتران المباشر هي استجابة جيدة جدًا للتردد المنخفض، غالبًا من تردد صفري (تيار مباشر DC) إلى أعلى تردد تشغيل يسمح به النظام. جميع التطبيقات التي تتطلب مراقبة الإشارات بطئية التغير (مثل تلك الواردة من الثيرميستور، والمزدوجات الحرارية thermocouples، ومقاييس الانفعال، الخ.)، يجب أن تحتوي على تضخيم جيد جدًا للتيار المستمر DC amplification مع الحد الأدنى من أخطاء الإزاحة، وبالتالي يجب أن تقترن مباشرةً، وأن يكون لها تصحيح أو تقليم إزاحة مدمج فيها.

## References
- تتضمن هذه المقالة مواد في الملكية العامة خاصة في إدارة الخدمات العامة - "المعيار الفيدرالي 1037سي" (لدعم اختبارات MIL-STD-188).

## روابط خارجية
- Common Impedance Coupling

1. ↑  Alexander، Charles K.؛ O. Sadiku، Matthew N. (2013). Fundamentals of Electric Circuits (ط. 5th). McGraw-Hills. ص. 556. ISBN:978-0-07-338057-5. The circuits we have considered so far may be regarded as conductively coupled, because one loop affects the neighboring loop through current conduction. When two loops with or without contacts between them affect each other through the magnetic field generated by one of them, they are said to be magnetically coupled.